# ハラハラ刑事
『ハラハラ刑事』（はらはらでか）は、2004年から2005年までテレビ朝日系「土曜ワイド劇場」で放送された刑事ドラマシリーズ。全2回。
正式なシリーズ名は『ハラハラ刑事〜危険な二人の犯罪捜査〜』
本庁の捜査一課から築地北署に左遷された原島と、家庭を第一に考える温厚な大河原という対照的な二人がコンビを組んで捜査にあたる(「原」島と大河「原」で原原（ハラハラ）刑事)。

## キャスト

### 警視庁築地北警察署
原島俊一郎
演 - 高橋克典（10歳：染谷将太〈第1作〉）
刑事課の刑事。階級は巡査部長。元は本庁の捜査一課特殊犯捜査係に在籍していた。いわゆる「口より先に手が出る」タイプで、一匹狼で頻繁に暴走する。過去に篭城事件の犯人逮捕時に上司の制止を振り切った結果、人質を一時危険な目に遭わせてしまったため責任を取らされる形で築地北署へ左遷されてきた。本庁で培った勘は鋭く、刑事としては有望。彼が一匹狼な理由には、10歳のとき駐在所警官であった父と母を警官に恨みのある男に殺害されてしまうという悲しい過去がある。そのため、家族愛や親子愛を理解しにくいようにも見えるが、被害者家族の気持ちや家族の重要さをよく理解している。
大河原賢作
演 - 大杉漣
刑事課の刑事。階級は警部補。妻と3人の娘がいる。広松によって原島の着任早々からコンビを組むが、2年前に応援を待たず取引現場に突入した結果、相棒の刑事・鈴村を射殺されており、そのこともあってコンビを組む事をためらっていた。しかし広松に説得され、今に至る。元来は原島に負けず劣らず血の気の多い性格で、暴走する原島を窘めつつも自らが暴走することもしばしば。
広松信治
演 - 田山涼成
刑事課長。着任してきた原島を大河原と組ませた張本人。暴走する2人を上司としての目では厳しく接するも、大きな信頼を寄せている。
三枝
演 - 谷本一
刑事課の刑事。
小林治
演 - 小林滋央
刑事課の刑事。
中村繭美
演 - すほうれいこ
婦人警官。
片山沙希
演 - 高樹マリア
婦人警官。巡査。第1作では何者かに襲撃され、負傷する。
藤村博久
演 - 神保悟志
築地北署署長。左遷されてきた原島を厄病神扱いし、彼が大河原とコンビを組んだ事で自分の地位を脅かす存在と警戒している。

### 大河原家
大河原仁恵
演 - 遠山景織子
大河原の長女。デザイン会社に勤めている。第1作で父親に恨みを持つ男から拉致されるも、父と同行した原島に救われる。以来、彼に好意を持つようになる。
大河原香織
演 - 町田恭子（第1作）、広田朋菜（第2作）
大河原の次女。第1作当時は、高校3年生。
大河原しずか
演 - 中原知南
大河原の三女。
大河原美佐子
演 - あいはら友子
大河原の妻。大河原からは「母ちゃん」と呼ばれる。

### ゲスト
第1作「美人OLナゾの飛び降り自殺と汚職警官の秘密計画を暴け!」（2004年）
- 滝川重明（蕎麦屋店主・真理子の父） - 不破万作
- 矢口隆俊（財界の実力者の息子） - 小沢和義
- 佐竹勝（緑町交番 巡査） - 遠山俊也
- 川上丈志（蕎麦屋従業員） - 猪野学
- 猪瀬健司（真理子の親会社の社員で元恋人） - 日比野玲
- 滝川真理子（アパレル会社OL・1年前転落死） - 内田チエ
- 小泉百合（アパレル会社OL・旧姓「篠宮」） - 大葉ふゆ
- 桜木（警視庁刑事） - 志水正義
- 刑事 - 久保田龍吉
- 倉田滉一（アパレル会社広報部・真理子のストーカーで真理子の死後後追い自殺） - 藤木誠人
- サラリーマン - 鹿出俊之輔
- チャイニーズマフィア - 足立学
- 滝川光子（滝川の妻・真理子の母） - 根岸季衣

第2作「狙われた美人妻と不良娘！連続殺人に秘められた悲劇の十年愛!!」（2005年）
- 金村紀子（弁当屋「ロイヤルフード」店員・金村の妻） - キムラ緑子
- 中丸隆弘（ロイヤルカンパニー 社長・重村建設 元社員） - 中丸新将
- 金村真奈美（金村と紀子の娘） - 村井美樹（幼少期：新見紗央）
- 武藤文敏（弁当屋「ロイヤルフード」店長・重村建設 元社員） - つまみ枝豆
- 井川輝美（中丸の秘書・重村建設 元社員） - 大竹一重
- 警視庁捜査一課 刑事 - 志水正義
- ゲームセンターを襲おうとした真奈美の仲間 - 平泉陽太
- 重村建設 社長 - グラシアス小林
- 警視庁築地北警察署刑事課 刑事 - 久保田龍吉
- チンピラA - 西沢智治
- アクセサリーショップ店員 - 真田せつこ
- 川上ファイナンス 社員 - 三原伊織奈
- 川上義明（川上ファイナンス 社長） - 徳井優
- 金村孝一（重村建設 元社員・10年前に大河原が扱った強盗殺人事件の犯人で刑期を終え出所） - 斎藤洋介

## スタッフ
- 脚本 - 深沢正樹
- 音楽 - 義野裕明
- 監督 - 和泉聖治
- プロデューサー - 深沢義啓（朝日放送）、浦井孝行（国際放映）、櫻井美恵子（国際放映）
- 制作 - 朝日放送、国際放映

## 放送日程
| 話数 | 放送日         | サブタイトル                                               | 脚本     | 監督     |
| ---- | -------------- | ---------------------------------------------------------- | -------- | -------- |
| 1    | 2004年09月18日 | 美人OLナゾの飛び降り自殺と汚職警官の秘密計画を暴け!        | 深沢正樹 | 和泉聖治 |
| 2    | 2005年11月19日 | 狙われた美人妻と不良娘！連続殺人に秘められた悲劇の十年愛!! | 深沢正樹 | 和泉聖治 |

## その他
- 視聴率は第1作が15.1%、第2作が11.0%（ともに関東地区）
- 藤村博久は「相棒」に登場する大河内春樹と非常によく似たキャラクターとなっている。
- 本シリーズと同じスタッフにより高橋克典・大杉漣のコンビで土曜ワイド劇場「逆転弁護」（2006年）という作品がオンエアされている（内容は無関係）。
- 同じく内容は無関係で、土曜ワイド劇場「広域警察」4作目から高橋克典・大杉漣でコンビを組んでいる。